# 大洞河乡
大洞河乡，是中国重慶市武隆区下属的一个乡，距武隆縣城1百公里內，近貴州省。附近建設非高速公路。當地著名經濟活動為三聯鐵礦場，有10年歷史，採私營承包。原有居民300人，因近年山體滑坡問題，曾作搬遷。
2016年6月7日，重庆市人民政府批复同意铁矿乡更名为大洞河乡。

## 事件
在2009年6月5日下午大約3時，鐵礦鄉雞尾山山泥倒塌，百萬立方米山石滑坡混下，當地一座鐵匠溝採礦場、6戶紅寶村村民和公路，約近百礦工活埋。

## 外部參考
- 大公報: 重慶市武隆縣，鐵礦鄉雞尾山[永久]
- 國土地質專家分析雞尾山垮塌特點（页面存档备份，存于）
- 雞尾山山體滑坡意外

1. ↑  .   [2018-05-04]. （原始内容存档于2018-05-05）.